# Silene cryptantha
Silene cryptantha är en nejlikväxtart som beskrevs av Friedrich Ludwig Diels. Silene cryptantha ingår i släktet glimmar, och familjen nejlikväxter. Inga underarter finns listade i Catalogue of Life.